# Коянкулак
Коянкула́к (каз. Қоянқұлақ) — село у складі Шалкарського району Актюбінської області Казахстану. Входить до складу Бозойського сільського округу.
У радянські часи село називалося Отділення Южне.
Населення —  (2021; 131 у 2009, 226 у 1999,  у 1989).